# 路德维希·菲舍尔

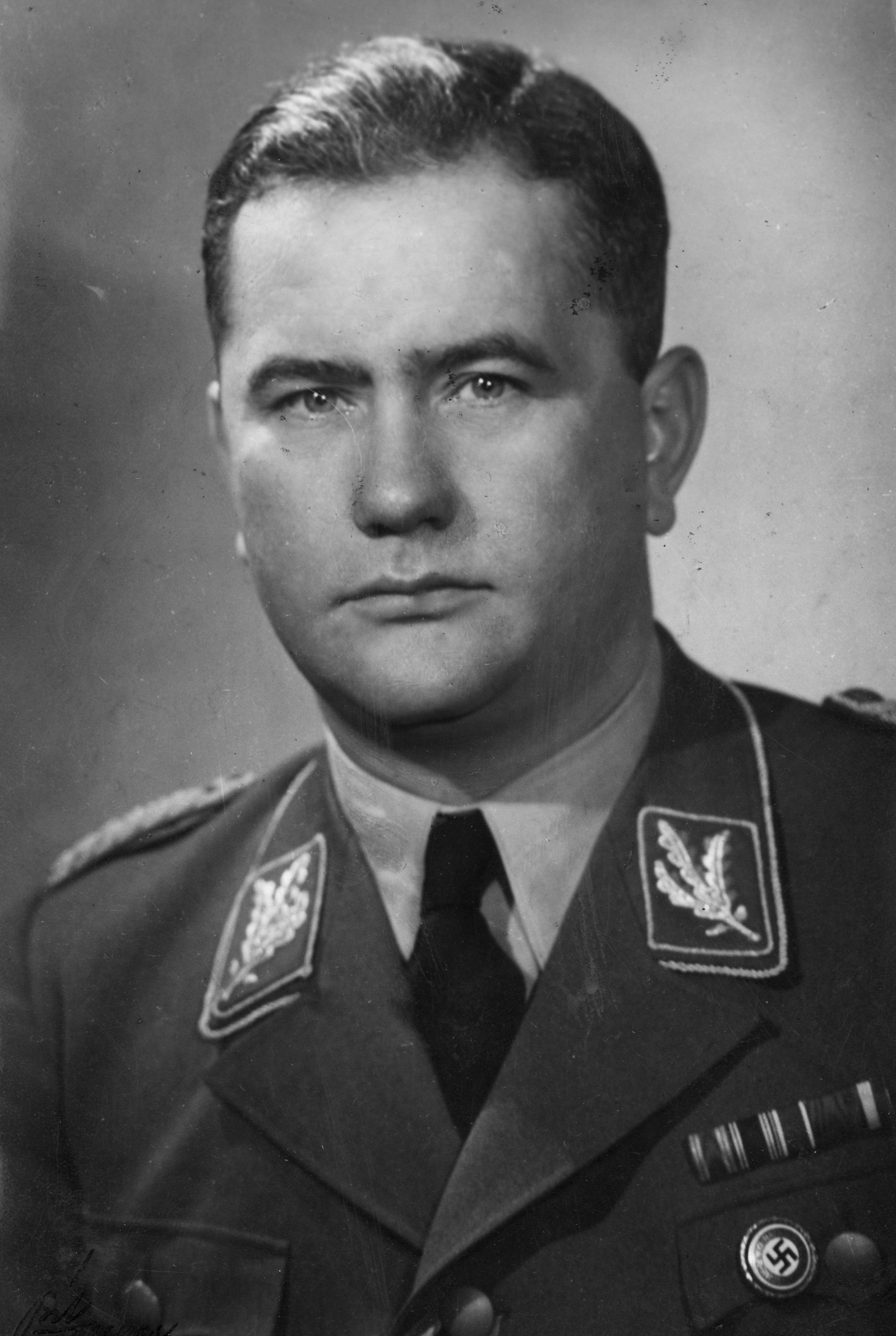
路德维希·菲舍尔

路德维希·菲舍尔（Ludwig Fischer，1905年4月16日—1947年3月8日）是一位德国纳粹党律师、冲锋队成員，帝國議會議員。德國入侵波兰後。1939年10月24日，费舍尔成为波蘭總督府的华沙区总行政长官，1941年晋升为政区首长。第二次世界大战后，他在波兰因战争罪行被处决。